# 凯瑟琳·罗斯
凯瑟琳·罗斯（英語：Katharine Ross，1940年1月29日—），女，美国演员。曾获得金球奖最佳电影女配角。